# Jan Iriarte
Jan Iriarte (4 oktober 1962) is een Guamees windsurfer.

## Resultaten
| Jaar | Plaats    | Resultaten      |
| ---- | --------- | --------------- |
| 1988 | Seoel     | 41e Division II |
| 1992 | Barcelona | 41e Lechner     |
| 1996 | Atlanta   | 42e Mistral     |